# Karlee Bispo
Karlee Delane Bispo (Modesto, 24 januari 1990) is een Amerikaans zwemster.

## Carrière
Bij haar internationale debuut, op de wereldkampioenschappen zwemmen 2013 in Barcelona, veroverde Bispo samen met Katie Ledecky, Shannon Vreeland en Missy Franklin de wereldtitel op de 4x200 meter vrije slag.

## Internationale toernooien
| Jaar | Olympische Spelen | WK langebaan      | WK kortebaan | PanPacs |
| ---- | ----------------- | ----------------- | ------------ | ------- |
| 2013 |                   | 4x200m vrije slag |              |         |

## Persoonlijke records
Bijgewerkt tot en met 20 januari 2013
Langebaan
| Afstand         | Tijd    | Datum           | Plaats |
| --------------- | ------- | --------------- | ------ |
| 100m vrije slag | 54,63   | 29 juni 2012    | Omaha  |
| 200m vrije slag | 1.59,03 | 27 juni 2012    | Omaha  |
| 200m wisselslag | 2.12,49 | 20 januari 2013 | Austin |